# Krzysztof Zaręba (polityk)
Krzysztof Zaręba (ur. 6 stycznia 1939 w Nałęczowie) – polski polityk, geograf, były wojewoda gorzowski, w latach 2001–2005 i 2006–2007 podsekretarz stanu w Ministerstwie Środowiska.

## Życiorys

### Wykształcenie i praca zawodowa
Urodził się w rodzinie kolejarzy. Ukończył studia na Wydziale Geografii Uniwersytetu Jagiellońskiego, następnie studia podyplomowe w Szkole Głównej Planowania i Statystyki oraz na Uniwersytecie Warszawskim.
Odbył staż zawodowy w ACTIM w Paryżu. Pracował później w Wojewódzkiej Pracowni Planów Regionalnych w Kielcach, a następnie przez 13 lat kierował zakładem Geoprojekt. W latach 1983–1985 sprawował urząd wiceprezesa Urzędu Ochrony Środowiska i Gospodarki Wodnej, był również głównym inspektorem ochrony środowiska (1984–1988).

### Działalność polityczna
We wrześniu 1988 uzyskał nominację na wojewodę gorzowskiego z ramienia Stronnictwa Demokratycznego, urząd sprawował do kwietnia 1991. W momencie nominacji był jedynym członkiem SD zajmującym stanowisko wojewody.
W latach 1981–1985 i 1989–1991 zasiadał w Prezydium CK SD. W 1990 był przez kilka miesięcy wiceprzewodniczącym CK, a w 1991 wiceprzewodniczącym Prezydium Rady Naczelnej SD. W wyborach parlamentarnych 1991 bez powodzenia ubiegał się o mandat posła w okręgu gorzowsko-pilskim. Później działał w Unii Pracy, z ramienia której ubiegał się bezskutecznie o mandat posła w wyborach w 1997 w województwie gorzowskim.
W 2001 Leszek Miller powołał go na stanowiska podsekretarza stanu w Ministerstwie Środowiska i głównego inspektora ochrony środowiska, odwołany z tych funkcji został w 2005. Od października 2006 do listopada 2007 z rekomendacji Samoobrony RP był sekretarzem stanu w Ministerstwie Środowiska i pełnomocnikiem rządu ds. alternatywnych źródeł energii. Objął obowiązki członka zarządu spółki prawa handlowego.

## Odznaczenia
Odznaczony m.in. Krzyżem Kawalerskim Orderu Odrodzenia Polski, Srebrnym Krzyżem Zasługi oraz odznaką „Za zasługi dla Kielecczyzny”.